# Chemie-Pack
Chemie-Pack was een van oorsprong Nederlands bedrijf dat diensten aan derden verleende in de vorm van het mengen en verpakken van chemicaliën. Het bedrijf telde begin 2011 ongeveer 50 werknemers. De hoofdvestiging bevond zich in Moerdijk op het industrieterrein aldaar.

## Geschiedenis
Het bedrijf werd opgericht op 1 juni 1951 door J.F. Spiering onder de naam Zuid Hollandse Loonbedrijven BV (ZHL). Het bedrijf verpakte destijds zowel levensmiddelen als bestrijdingsmiddelen. Het bedrijf was gevestigd in Valkenburg.
In 1971 werd de dochteronderneming Noord-Brabantse Loonbedrijven BV opgericht. Deze was gevestigd in Breda. In 1974 werd het bedrijf gesplitst. Het Zuid-Hollandse bedrijf richtte zich voortaan uitsluitend op het afvullen en verpakken van chemische producten en het Noord-Brabantse bedrijf op het afvullen en verpakken van levensmiddelen.
In 1978 opende het bedrijf ook in Zele een vestiging onder de naam Chemie-Pack België NV. Deze vestiging werd echter in 1988 verkocht en daarna gesloten.
De Nederlandse bedrijven werden in 1982 omgedoopt tot Chemie-Pack Nederland BV en verhuisden naar de laatste locatie in Moerdijk, waar men de beschikking had over een terrein met een werkoppervlakte van 20.000 m². In 2006 was deze ruimte volgebouwd. Uiteindelijk werd in 2008 in Roosendaal een tweede vestiging geopend.
Na onderzoek naar aanleiding van een brand en explosie op het terrein bleek Chemie-Pack Nederland BV in 2008 door de gemeente Moerdijk te zijn gewezen op overtredingen, zo blijkt uit een jaarverslag van handhaving. Bij diverse inspecties bleek dat er op veiligheidsgebied ernstige tekortkomingen werden geconstateerd. Medewerkers zouden onvoldoende zijn getraind in de omgang met de vele chemische stoffen. Het bedrijf werd ook afgekeurd door de arbeidsinspectie omdat er onvoldoende geordend gewerkt werd. Na de hercontrole in 2009 werden er echter geen overtredingen meer geconstateerd en aldus werd door de gemeente in oktober 2010 een nieuwe vergunning afgegeven.

## Brand en explosies
Op 5 januari 2011 brak rond 14.30 uur brand uit bij de Moerdijkse vestiging van het bedrijf, waarbij vele chemicaliën vrijkwamen. Op het terrein stonden tien tanks met daarin 23.500 liter aan giftige, bijtende en brandbare vloeistoffen. Door de brand explodeerden deze tanks, waardoor het bedrijf volledig uitbrandde. Bij de brand kwam veel rook vrij, die tot in de verre omgeving te zien was. Door de wind werd de rookwolk verspreid in de richting van Rotterdam en Dordrecht. Uit onderzoek bleek dat de rookwolk niet giftig voor de volksgezondheid was. Als deze bewering historisch wordt gestaafd, lijkt het laten uitbranden van deze chemicaliënopslagplaats bij extreem hoge temperatuur, een juiste toxicologische beslissing te zijn geweest. De totale schade van de brand en de nasleep is geraamd op 70 miljoen euro.
Op 23 augustus 2011 werd Chemie-Pack op eigen verzoek door de rechtbank te Breda failliet verklaard. Het bedrijf kondigde op 7 september aan een doorstart te gaan maken onder leiding van directeur Hans Spiering, de broer van de voormalig directeur, en werd in deze bijgestaan door de organisatie- en insolventieadviseur Ruud van der Poel.

### Rechtszaken
Op 21 december 2012 zijn drie leidinggevenden van Chemie-Pack veroordeeld voor brand door schuld en overtreding van vergunningvoorschriften. Tegen de directeur, veiligheidscoördinator en productieleider waren respectievelijk celstraffen van 4, 3 en 2 jaar geëist. De leiding was verantwoordelijk maar liet een "schrikbarend gebrek aan bewustheid van de veiligheidsrisico’s" zien, aldus de rechter. De combinatie van overtredingen zoals de opslag en productie met gevaarlijke stoffen op het buitenterrein was permanent zichtbaar en was bepalend voor de uiteindelijke omvang van de brand. De straf viel wel lager uit dan de eis omdat er volgens de rechtbank geen bewijs is van opzettelijke brandstichting, omdat er geen slachtoffers zijn gevallen en omdat de overheid onvoldoende toezicht heeft gehouden. De rechter veroordeelde ze tot taakstraffen. Directeur Gerard Spiering en de veiligheidscoördinator kregen een taakstraf van 240 uur en de productieleider een taakstraf van 180 uur. Hun voorwaardelijke straf is zes maanden cel. Het failliet verklaarde bedrijf krijgt een boete van 400.000 euro. De verdediging reageerde met "gemengde gevoelens" op de uitspraak. Advocaat Ronald Drenth constateerde namens de drie verdachten dat van het betoog van het Openbaar Ministerie weinig is overgebleven en dat de rechtbank ook de slechte controles door de overheid heeft laten meewegen in de lagere straf. Het Openbaar Ministerie kondigde daarom onmiddellijk hoger beroep aan.
Op 22 januari 2014 veroordeelde de Raad van State het gedeeltelijk failliete bedrijf tot het betalen van 11 miljoen euro schadevergoeding aan het Waterschap Brabantse Delta. Bij het blussen van de brand kwamen grote hoeveelheden verontreinigd bluswater vrij. Het waterschap nam maatregelen om verspreiding van dit water naar omliggende sloten tegen te gaan. Op 19 februari 2014 oordeelde de Raad van State dat ook het opruimen van het bluswater moest worden betaald door Chemie-Pack en haar holding.
Op 10 oktober 2014 kwam naar buiten dat de Overheden en Chemie-Pack tot een kostenverdeling waren gekomen. Het bedrijf betaalt 4,2 miljoen euro van de ontstane schade van 71 miljoen.
Op 10 juli 2015 werd bekend dat bouwbedrijf Heijmans samen met BioSoil voor 7 miljoen euro het terrein weer gereed zou gaan maken als industrieterrein.
In april 2016 kregen de drie leidinggevenden ook in hoger beroep een taakstraf. Het Hof in Den Bosch verweet het drietal dat zij te veel gevaarlijke stoffen hebben opgeslagen waarvoor geen vergunning was, maar ze zijn niet schuldig aan opzettelijke brandstichting zoals het Openbaar Ministerie stelde. Het inmiddels failliete Chemie-Pack kreeg een boete van 730.000 euro opgelegd. Directeur Spiering en de veiligheidscoördinator kregen 216 uur taakstraf en 6 maanden voorwaardelijke celstraf. Zij mogen gedurende twee jaar geen vergelijkbare functie uitoefenen. De productieleider kreeg 162 uur taakstraf en vier maanden voorwaardelijk.

### Bodem
10 jaar na de brand is de bodem van het terrein nog niet volledig schoon.